# アドリアーンスゾーン・メチウス

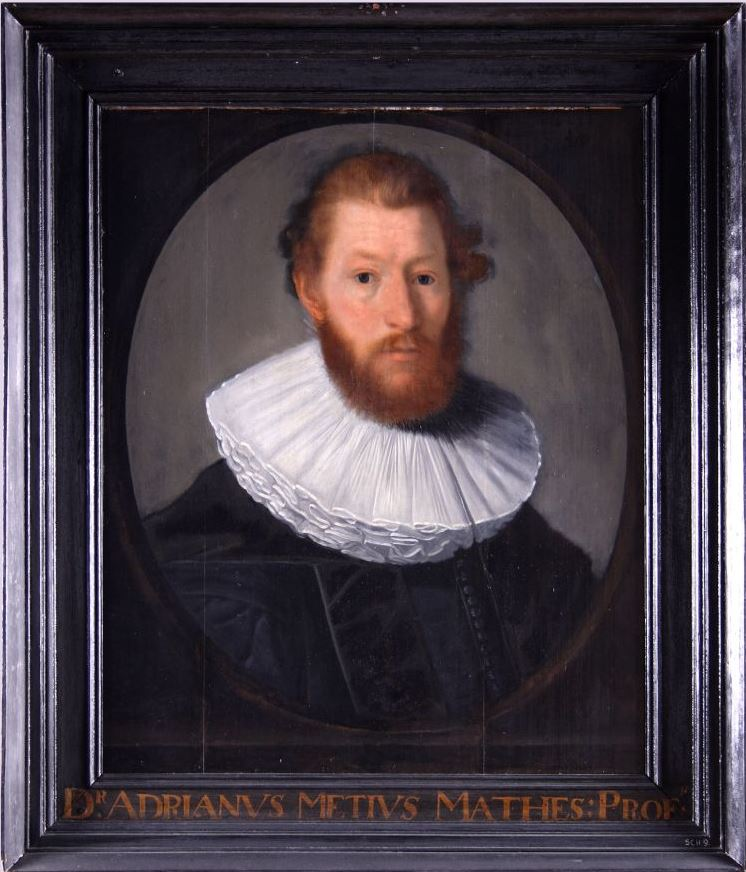
アドリアーン・アドリアーンスゾーン・メチウス

アドリアーン・アドリアーンスゾーン・メチウス（Adriaan Adriaanszoon,Metius、1571年12月9日 - 1635年9月6日）は、オランダ（ネーデルラント）の地理学者・天文学者である。ラテン語名メチウスはオランダ語の測定を意味するmetenに由来する。
ホラント州アルクマールに生まれた。父親も数学者のアドリアン・アンソニスである。フラネカー大学で自然科学を学んだ。ライデン大学でスネルのもとで学んだ後、デンマークのベーン島でしばらくチコ・ブラーエのもとで働いた。その後ロストック、イェーナなどで働いた後アルクマールに戻り、父親と軍の仕事をする一方、フラネカーで数学を教えた。1598年にフラネカー大学の非常勤の教授となり、1600年に教授と成り、1635年まで数学、航海術、測量法、軍事工学、天文学を教えた。ラテン語を使わず、オランダ語での講義を行った。1603年からは学長に任じられた。
占星術は認めなかったが、錬金術の研究には多くの時間をさいて賢者の石を探したと言われている。
アストロラーベや測量についての多くの著書があり、Arithmetica et geometria practica (1611)や Institutiones Astronomicae Geographicae や Arithmetica libri duo: et geometria libri VI (1640)などの著書がある。オランダの画家、フェルメールの絵画、『天文学者』に描かれている本はメチウスのInstitutiones Astronomicae Geographicaeである。天文観測器具をつくり、ヤコブの杖の改良を行った。

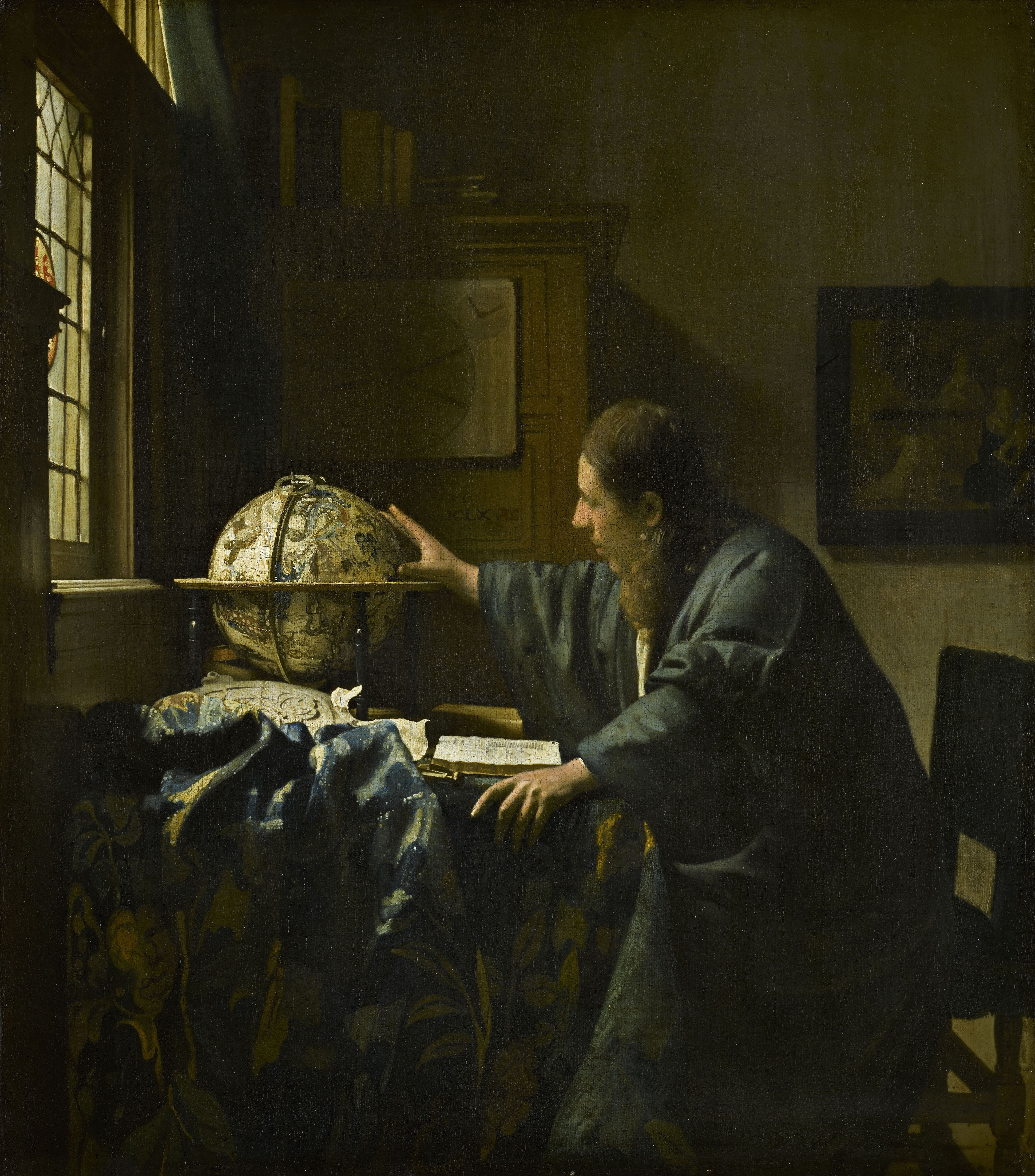
フェルメールの『天文学者』

父親のアドリアン・アンソニスは1585年に円周率の近似値として355/113を求めた数学者で、メチウスが後の著書で父親の発見を紹介したので355/113はメチウス数と呼ばれたことがあった。
兄弟のヤコブ・メチウスは光学技術者で、凸レンズと凹レンズを組合わせて3から4倍の望遠鏡を作り、1608年10月に望遠鏡の特許を出願した人物である。